# Вологжанин, Сергей Викторович
Сергей Викторович Вологжанин (род. 8 мая 1963, Ижевск) — советский и российский хоккеист, защитник.

## Биография
На коньки встал в три года. Воспитанник ижевской «Ижстали», первый тренер Евгений Борисович Никифоров. В составе «Ижстали» выступал в сезонах 1980/81 — 1992/93, провёл в первенствах страны 623 матча, набрал 201 (90+111) очко. В начале 1990-х был капитаном команды. Самый результативный защитник команды в сезонах 1987/88 — 1991/92 и в истории клуба.
В сезонах 1992/93 — 1994/95 играл за ЦСК ВВС, был капитаном, затем уехал в Швецию, где выступал за клубы низших дивизионов «Булиден» (1995/96), «Шеллефтео» (1996/97 — 1997/98), «Тингсрюд» (1998/99), «Люсечиль» (1999/2000), «Кристианстад» (2000/01 — 2002/03), «Хеслехольм» (2009/10)
Победитель хоккейного турнира зимней Универсиады 1985 года.
Остался жить в Швеции. Преподаватель физкультуры в гимназии. Тренер юниорской команды по хоккею.
Жена выросла в Скандинавии, отец швед, мать — русская.
Племянник Иван (род. 1988) играл в хоккей за «Ижсталь-2», во Франции; завершил карьеру из-за травмы.